# Konrad Czapiewski
Konrad Czapiewski (* 25. Juni 1913 in Bottrop; † 11. Januar 1979) war ein deutscher Politiker (SPD, FDP).

## Leben und Beruf
Nach dem Besuch der Volksschule absolvierte Czapiewski eine Schlosserlehre und arbeitete anschließend in diesem Beruf. Er engagierte sich gewerkschaftlich, war von 1928 bis 1931 Mitglied des Deutschen Metallarbeiter-Verbandes (DMV) und von 1946 bis 1951 Mitglied der ÖTV. In den 1950er-Jahren fungierte er als Landesvorsitzender des Freien Deutschen Arbeitnehmerverbandes in Nordrhein-Westfalen.

## Partei
Czapiewski war von 1925 bis 1928 Mitglied der Sozialistischen Arbeiter-Jugend und von 1928 bis 1933 Mitglied des Reichsbanners Schwarz-Rot-Gold. Er trat 1945 in die SPD ein, wechselte am 26. September 1951 zur FDP über und war von 1952 bis 1956 Kreisverbandsvorsitzender der Partei. Außerdem war er Vorstandsmitglied des FDP-Bezirksverbandes Ruhr.

## Abgeordneter
Czapiewski war von 1948 bis 1956 Stadtverordneter in Lünen und dort von 1952 bis 1956 Vorsitzender der CDU/FDP/BHE-Fraktion. Dem Nordrhein-Westfälischen Landtag gehörte er von 1950 bis 1962 sowie vom 9. August 1962, als er für den ausgeschiedenen Abgeordneten Hermann Kohlhase nachrückte, bis 1966 an. In der zweiten Wahlperiode vertrat er im Parlament den Wahlkreis Dortmund IV – Lünen.